# 1980年夏季奥林匹克运动会津巴布韦女子国家曲棍球队

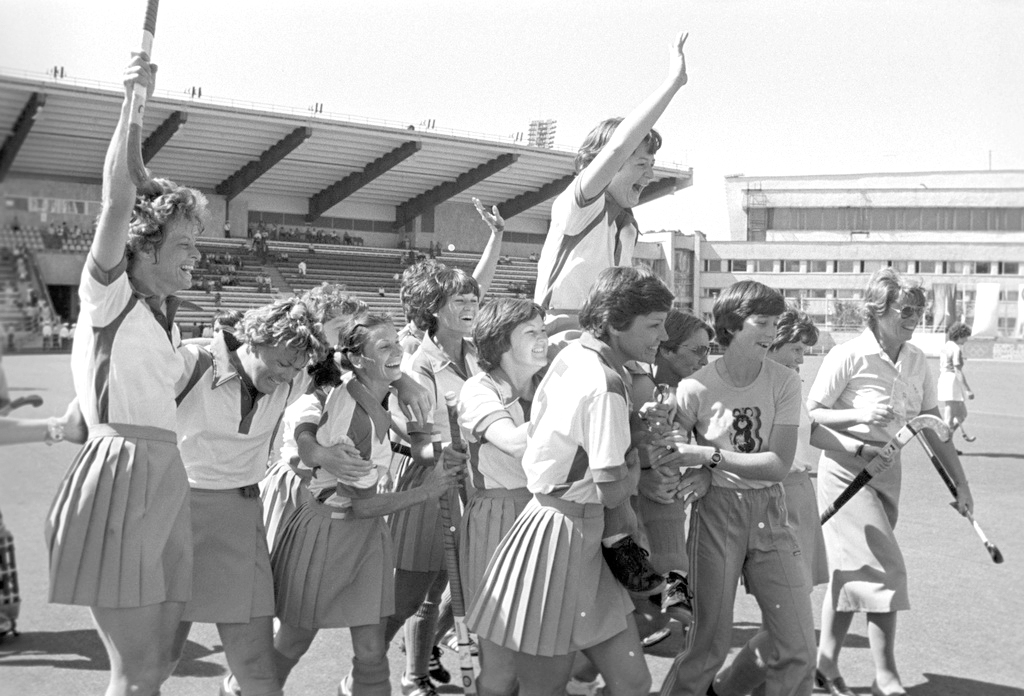
津巴布韦选手在莫斯科小迪纳摩竞技场以4比0战胜波兰队后庆祝

1980年，津巴布韦女子国家曲棍球队在苏联首都莫斯科举办的夏季奥林匹克运动会上赢得草地曲棍球项目金牌。球队16名队员均为津巴布韦白人少数群体，是在美国引领大部分西方国家联合抵制奥运会后因曲棍球项目参赛队伍不足临时组建，建队时距奥运会开幕仅剩不到一个月时间。考虑到津巴布韦队缺乏比赛准备和经验，三胜两平的循环赛战绩可谓爆冷，被称为“无法抗拒的童话故事”。球队获胜之时，津巴布韦正逢重大政治过渡，这也是该国历史上赢得的第一枚奥运会金牌。
女子曲棍球在1980年奥运会首次成为比赛项目，津巴布韦也是这年首度参加奥运会。过去的三届奥运会该国都因政治原因被禁止参赛，1964年的奥运会则是以羅德西亞名义参加。女子曲棍球比赛于7月25至31日举行，場地皆為津巴布韦队员未曾见过的人工草坪，而且她们1980年7月前还沒有一起打过球。球队在循环赛先击败波兰队和苏联队，然后与捷克斯洛伐克队和印度队战平，最后一天以4比1战胜奥地利队奠定胜局。津巴布韦媒体将众队员称为“金牌女孩”，国民向凯旋的队员欢呼，她们一度成为全国知名的人物。此后，津巴布韦直到2004年才赢得下一面奥运会奖牌。

## 邀请和组队
1980年夏季奥林匹克运动会在苏联首都莫斯科举行，女子草地曲棍球首度成为比赛项目。赛前媒体预测的种子选手包括澳大利亚队、荷兰队和西德队。但因美国联合众多西方国家联合抵制莫斯科奥运会，上述三队及其他众多球队没有参赛，女子曲棍球项目只剩下东道主一支球队。为填补空缺，苏联和国际奥委会邀请此前未取得参赛资格的国家参加。经过七年内战刚在1980年4月获得国际社会承认的津巴布韦也在获邀之列，这也成为该国首次参与奥运会。此前津巴布韦从未参加奥运会，1964年参加东京奥运会时还叫羅德西亞，尚属英国殖民地。1965年，基本由白人组建的政府单方面宣布独立后，该国又因政治原因未能参与1968年墨西哥城、1972年慕尼黑和1976年蒙特利尔奥运会。1980年6月14日，津巴布韦奥林匹克委员会收到男子和女子曲棍球队赴莫斯科参赛的邀请，此时距奥运会开幕仅剩35天。津巴布韦面对邀请完全措手不及，该国根本就没有为奥运会组建曲棍球队，但委员会最终还是同意派女子球队前往。在此以前，津巴布韦还从未派女子曲棍球队出国比赛。
仓促间，津巴布韦全国女子曲棍球协会主席丽兹·德雷尔（Liz Dreyer）组建包含16人的新球队并亲自担任经理，球队核心是前罗得西亚队球员，所有球员和官员都是白人。25岁的后卫安·格兰特受命担任队长；曾25次在南非队打球，但已于1974年退役的安西娅·斯图尔特也被召集并兼任教练；16人中只有副队长莉兹·蔡斯拥有国际赛事经验（同样代表南非队参赛）。斯图尔特此时已经35岁，在队伍中年纪最长；后备守门员阿琳·博克索尔年仅18，是最年轻的队员。此外，球队中的桑德拉·奇克和索尼娅·罗伯逊还是双胞胎姐妹。
新队纯属业余球队，大部分球员的职业甚至与体育无关，如格兰特是簿记员，博克索尔是津巴布韦空军运营文员。部分球员有亲属以体育安身立命，如格兰特的哥哥邓肯·弗莱彻（Duncan Fletcher）是国际板球运动员。奥黛丽·帕尔默（Audrey Palmer）是经验丰富的曲棍球官员兼裁判，曾于1953到1961年在罗得西亚队打球，此次跟随新球队征战莫斯科，担任队医、训练员和总经理。球队于7月7日出发，第一站是赞比亚首都路沙卡，再转机到安哥拉的罗安达，然后乘坐通常用于运输肉类的飞机抵达莫斯科。据格兰特事后回忆：“机上臭得要命”，“没座位，所以我们都坐在地板上，绑在一起走向未知。我们甚至都不知道人工曲棍球草坪到底长什么样儿”。
| 姓名（职位）            | 位置     | 出生日期（年龄）       | 职业                 | 球队俱乐部         |
| ----------------------- | -------- | ---------------------- | -------------------- | ------------------ |
| 阿琳·博克索尔           | 守门员   | 1961年10月9日（18岁）  | 津巴布韦空军运营文员 | 警察               |
| 莉兹·蔡斯（副队长）     | 前锋     | 1950年4月26日（30岁）  | 体育老师             | 老哈里亚人         |
| 桑德拉·奇克             | 前锋     | 1947年6月2日（33岁）   | 银行官员             | 索尔兹伯里体育     |
| 吉莉恩·考利             | 多面手   | 1955年7月8日（25岁）   | 簿记员               | 索尔兹伯里体育     |
| 帕特里夏·戴维斯         | 多面手   | 1956年12月5日（23岁）  | 秘书                 | 老哈里亚人         |
| 萨拉·英格利希           | 守门员   | 1955年11月28日（24岁） | 审计                 | 女王体育俱乐部     |
| 莫琳·乔治               | 后卫     | 1955年9月1日（24岁）   | 秘书                 | 索尔兹伯里体育     |
| 安·格兰特（队长）       | 自由后卫 | 1955年5月6日（25岁）   | 簿记员               | 老哈里亚人         |
| 苏珊·休格特             | 多面手   | 1954年6月29日（26岁）  | 簿记员               | 老哈里亚人         |
| 帕特里夏·麦基洛普       | 中卫     | 1956年7月15日（24岁）  | 家庭主妇             | 布拉瓦约体育俱乐部 |
| 布伦达·菲利普斯         | 中卫     | 1958年1月18日（22岁）  | 体育老师             | 老米尔顿人         |
| 克里斯蒂娜·普林斯卢     | 中卫     | 1952年5月3日（28岁）   | 保险从业人员         | 索尔兹伯里邮政     |
| 索尼娅·罗伯逊           | 后卫     | 1947年6月2日（33岁）   | 体育教练             | 索尔兹伯里体育     |
| 安西娅·斯图尔特（教练） | 多面手   | 1944年11月20日（35岁） | 无记载               | —                  |
| 海伦·福尔克             | 多面手   | 1954年3月29日（26岁）  | 无记载               | 布拉瓦约体育俱乐部 |
| 琳达·沃森               | 多面手   | 1955年9月11日（24岁）  | 秘书/簿记员          | 索尔兹伯里体育     |

## 赛事
女子曲棍球赛事于7月25至31日以循环赛形式举行，六支队伍互相对抗，胜出得两分，平局一分，最终得分最多的获金牌。另外五支参赛队伍分别是奥地利队、捷克斯洛伐克队、印度队、波兰队和苏联队。除东道主外，包括津巴布韦在内的五支队伍起初都没有取得参赛资格，是在西方国家抵制奥运会后获邀参赛。比赛均在莫斯科的小迪纳摩竞技场（Dynamo Minor Arena）举行，津巴布韦抵达苏联首都时，离比赛开始只剩两周时间，全靠与地方球队比赛热身。球队准备不足，而且对人工草坪不熟悉，对此奇克回忆：“我们谁都没见过”，但有高涨的士气补足，多位球员声称球队的团队合作精神很强。队员自认纯属送分童女，根本没想到能拿奖牌。

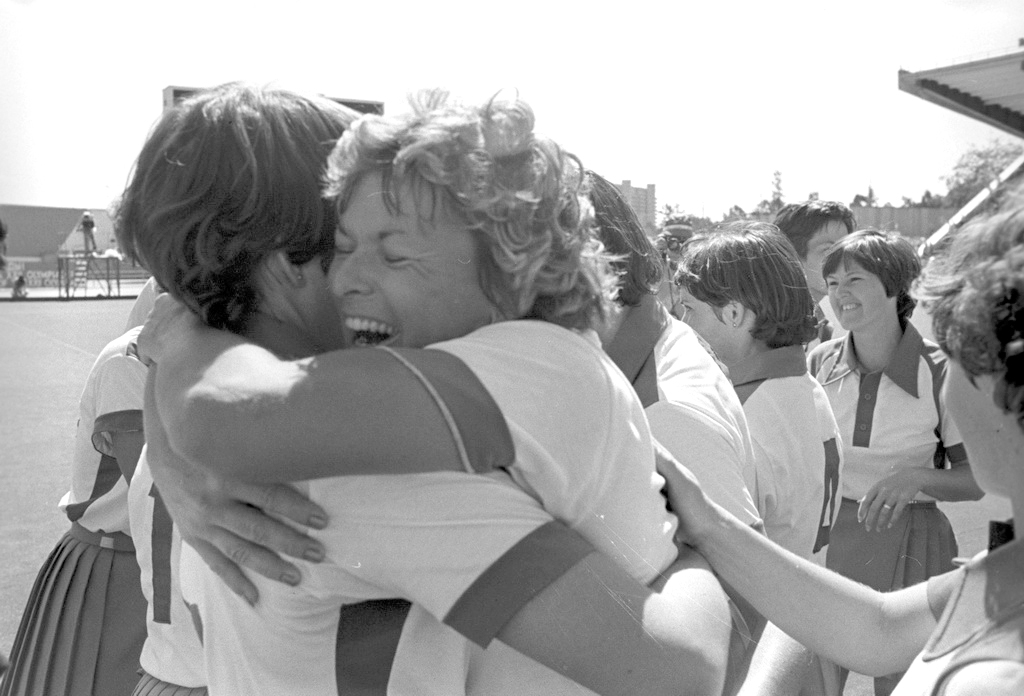
津巴布韦队战胜波兰队后拥抱庆祝

7月25日，津巴布韦队在历史上首场奥运会女子曲棍球比赛中对阵波兰队。帕特里夏·麦基洛普率先攻破对手球门，随后帕特里夏·戴维斯、琳达·沃森（Linda Watson）和蔡斯相继得分，球队以4比0大胜对手。7月28日，津巴布韦队与捷克斯洛伐克队打成2比2平，两球分别由麦基洛普和蔡斯攻入。次日，津巴布韦队以2比0击败东道主，两球均为麦基洛普破门。7月30日，球队又以1比1逼平印度队，此时津巴布韦已在积分榜上名列第一，但还必须在31日的最后一场比赛中打败奥地利队才能确保夺得金牌。
斯图尔特宣称球队首选的白蓝球衣是幸运服装，因为两次赢球都是穿这种组合的球衣，两次平局则是穿绿色，而且她还很高兴地表示，姐妹们也将身穿白蓝组合参加决赛。据津巴布韦《先驱报》（The Herald）的格伦·拜伦（Glen Byrom）报导，姑娘们决赛刚开始时略显紧张，幸运的是球队前15钟都没有失球，奥地利队一度错失良机。第28分钟时，奇克从角落接到传球后率先攻进全场第一颗进球；但仅两分钟后，奥地利队的布里吉特·金德勒（Brigitte Kindler）就利用点球机会还以颜色，球越过津巴布韦队门将萨拉·英格利希飞入球门左上角。中场休息时双分比分仍然是1比1，布伦达·菲利普斯换下前卫克里斯蒂娜·普林斯卢。
参加其他赛事的津巴布韦运动员来到赛场摇旗呐喊，他们人数虽然不多，但嗓音嘹亮，巾帼同胞上场后的表现也的确更进一步，拜伦的报导声称国家队整个下半场都“将奥地利队大门重重围困”。比赛结束20分钟前，麦基洛普以强抽将短角球打在对方球员的球棍上，球随之偏转方向高飞入网，津巴布韦再度领先。拜伦声称，接下来姑娘们的表现已经非常自信，“以出色的快速进攻战术击败奥地利队”。下半场全队共有八次短角球，四次长角球，相比之下奥地利队仅有一次长角球。比赛结束前十分钟，奇克利用任意球机会将比分差距拉大到3比1。四分钟后，麦基洛普又从蔡斯手中接过传球甩开奥地利队后卫破门，将最后得分锁定在4比1。据拜伦报导，终场哨声响起时，现场呈现“不可思议的奔放欢乐场面”，“津巴布韦的姑娘们眼泛泪花，在球场上一边跳舞，一边相互拥抱和亲吻”。最后，其他队员把格兰特扛在肩上走下赛场。
数小时后，津巴布韦队球员身穿蓝色裙装和蓝色津巴布韦奥林匹克运动外套回到球场参加颁奖仪式。苏联和捷克斯洛伐克分别戴上铜牌和银牌后，格兰特带领队员登上领奖台，接受历史上首枚女子曲棍球奥运会金牌，也是津巴布韦历史上的首枚奥运会奖牌。16名球员各拿到一面金牌后，再带领捷克斯洛伐克队和苏联队围绕球场向观众致意。
津巴布韦队在全部赛事中未尝一败，不但进球总数最多，失球总数也最少。攻进六球之多的帕特里夏·麦基洛普是来自布拉瓦约的家庭主妇，与苏联队的娜塔拉·阿尔希波诺夫娜·克拉斯尼科娃（Нателла Архиповна Красникова）并列成为最佳射手。膝盖受伤的蔡斯坚持参与全部五场比赛并攻入三球。除替补守门员博克索尔外，其他球员均至少参与一场比赛，博克索尔虽然没有机会上场，但这不影响她最后拿到金牌。
| 排名 | 球队         | 局数 | 胜 | 平 | 败 | 进球 | 失球 | 得分 |
| ---- | ------------ | ---- | -- | -- | -- | ---- | ---- | ---- |
| 金牌 | 津巴布韦     | 5    | 3  | 2  | 0  | 13   | 4    | 8    |
| 銀牌 | 捷克斯洛伐克 | 5    | 3  | 1  | 1  | 10   | 5    | 7    |
| 銅牌 | 苏联         | 5    | 3  | 0  | 2  | 11   | 5    | 6    |
| 4    | 印度         | 5    | 2  | 1  | 2  | 9    | 6    | 5    |
| 5    | 奥地利       | 5    | 2  | 0  | 3  | 6    | 11   | 4    |
| 6    | 波兰         | 5    | 0  | 0  | 5  | 0    | 18   | 0    |

## 反响

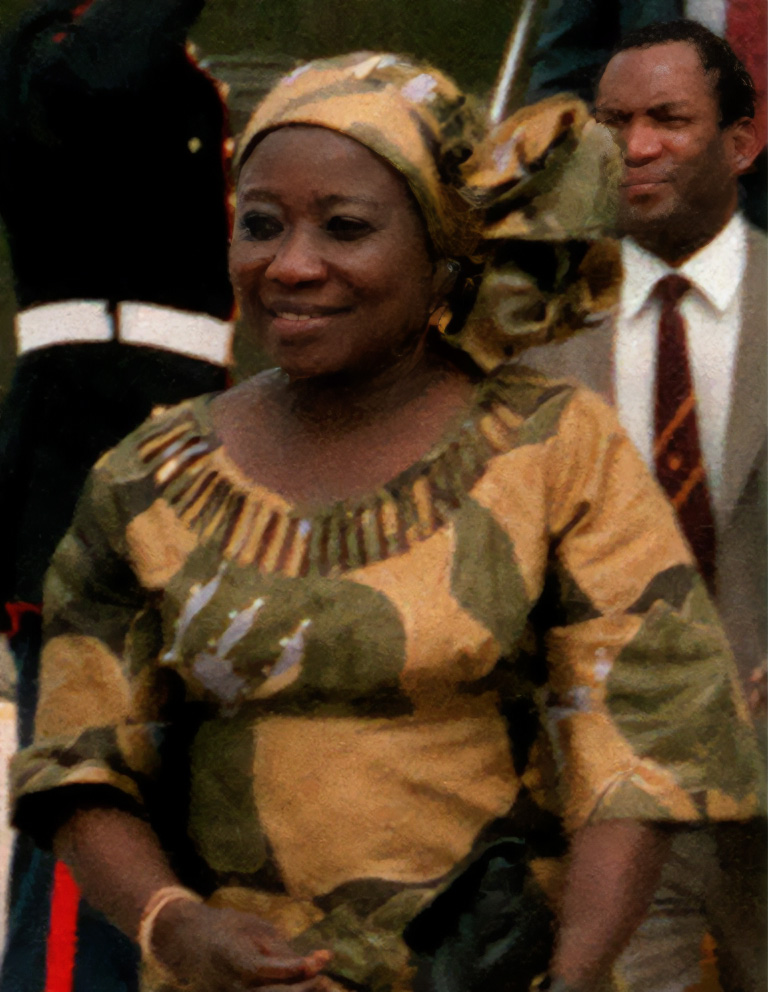
萨莉·海弗隆（图）承诺奖励每位球员一头牛，但最终改成一包牛肉

津巴布韦记者在第一时间称16位巾帼英雄“金牌女孩”，国民向凯旋的队员欢呼，她们一度成为全国知名人物。总理羅伯·穆加貝举办正式活动欢迎姑娘们回国，他的夫人萨莉·海弗隆（Sally Hayfron）承诺奖励每位球员一头牛，但在她专门举办的仪式上改成塑料袋装牛肉。大部分球员随后几年移民，其中又以南非最多。时至今日，这枚金牌仍是津巴布韦媒体津津乐道的话题。该国此后直到2004年雅典奥运会才经柯丝蒂·考文垂拿到另外三枚奥运会奖牌。羅伯·穆加貝在考文垂凯旋时同样称她“金牌女孩”。
评论普遍认为津巴布夷的这枚金牌堪称爆冷，体育史学家觉得这就是“童话故事”，甚至是“无法抗拒的童话故事”。津巴布韦人民为史上首枚奥运会金牌喜出望外之时，包括《運動畫刊》作家罗伯特·沙利文（Robert Sullivan）在内的部分业内人士指出，这场比赛的结果证明西方社会抵制是如何降低比赛标准，进而“破坏”1980年奥运会。2008年，《星期日泰晤士報》刊登凯茜·哈里斯（Cathy Harris）的文章，一定程度上同意沙利文的意见，但也认为津巴布韦队的胜利依然堪称伟大成就。“她们坦承是在没有与世界最强对手竞争的情况下获得金牌”，“但也正像1980年赶赴莫斯科的其他许多运动员一样，她们把握住了机会。”

### 脚注
1. 1 2  Tomlinson 2010，第239頁.
2. ↑  Mallon & Heijmans 2011，第156頁.
3. 1 2 3 4 5 6 7 8 9 10 11  Harris & 2008 a.
4. ↑  Little 2005.
5. 1 2 3 4 5 6 7  Zimbabwe Olympic Committee.
6. ↑  Caute 1983，第438頁.
7. 1 2  Sullivan 1984.
8. 1 2 3 4  Harris & 2008 b.
9. ↑  Harris & 2008 a; Harris & 2008 b.
10. 1 2 3 4 5 6 7 8 9 10  Byrom, McDermott & Streak 1980，第249–253頁.
11. ↑  Chirumanzu 2012; Daily News 2012.
12. ↑  Sandu & Muchinjo 2004.
13. ↑  Mathers 2010.

### 期刊、杂志和报纸
- . Daily News (Harare). 2012-12-10  [2020-09-25]. （原始内容存档于2019-04-25）.
- Chirumanzu, Grace. . The Herald (Harare). 2012-07-21  [2020-09-25]. （原始内容存档于2016-03-04）.
- Harris, Cathy. . The Sunday Times (London). 2008-05-11  [2020-09-25]. （原始内容存档于2019-04-25）.
- Harris, Cathy. . Lausanne: International Hockey Federation. 2008-05-15  [2014-02-28]. （原始内容存档于2014-02-28）.
- Little, Charles. . Olympika: The International Journal of Olympic Studies. 2005, XIV: 47–68  [2020-09-25]. （原始内容存档 (PDF)于2018-03-01）.
- Sandu, Ndamu; Muchinjo, Enock. . The Standard (Harare). 2004-07-30  [2020-09-25]. （原始内容存档于2016-11-12）.
- Sullivan, Robert. . New York. 1984-05-21  [2020-09-25]. （原始内容存档于2019-09-06）. |journal=被忽略 (帮助)

### 书籍
- Byrom, Glen; McDermott, Dave; Streak, Brian. . Bulawayo: Books of Zimbabwe. 1980. ISBN 978-0-86920-217-3.
- Caute, David.  First. Evanston, Illinois: Northwestern University Press. 1983  [2020-09-25]. ISBN 978-0-8101-0658-1.
- Mallon, Bill; Heijmans, Jeroen.  Fourth. Lanham, Maryland: Scarecrow Press. 2011. ISBN 978-0-8108-7522-7.
- Mathers, Kathryn. . Akyeampong, Emmanuel K.; Gates, Henry Louis Jr  (编). . Oxford University Press. 2012: 130–131. ISBN 978-0-19-538207-5.
- Tomlinson, Alan.  Fourth. Oxford University Press. 2010. ISBN 978-0-19-921381-8.
- (commemorative booklet). Salisbury: Zimbabwe Olympic Committee. 1980.